# Zapadnaya Litsa (base naval)

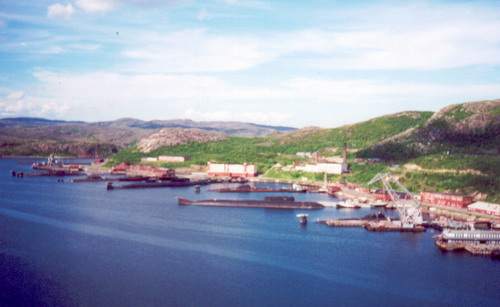
Submarinos fondeados

Zapadnaya Litsa (en ruso: Западная Лица ) es la mayor y más importante base naval rusa de la Flota del Norte. La base se encuentra en el norte de Rusia, en el fiordo de Litsa en el punto más occidental de la península de Kola. Situada a unos 45 kilómetros de la frontera con Noruega.
Coordenadas geográficas: 69°25′N 32°26′E / 69.417, 32.433
La Base Naval de Zapadnaya Litsa incluye cuatro instalaciones navales: Malaya Lopatka fue construida la primera y fue el puerto de origen del submarino nuclear soviético K-3 «Ленинский комсомол». Los otros tres son Andreyeva Bay, Lopatka Bolshaya y Nerpichya.
Es la base de la flota de submarinos nucleares del Norte.
Hoy en día toda la región Zapanaya Litsa es motivo de gran preocupación debido a la gran cantidad de residuos radiactivos depositados.

## Historia
Al principio de la Segunda Guerra Mundial la base fue empleada por la Marina Alemana con el nombre de Basin Nord como consecuencia del pacto Ribbentrop-Mólotov
A finales de 1950 se decidió crear una base en la Flota del Norte para construir una flota de submarinos nucleares. El 30 de abril de 1957 en la orilla de la bahía desembarcaron unidades para topografiar el terreno y explorar los alrededores. La escuadra dirigida por A. AM. A pocos kilómetros de la costa encontró una superficie plana, que fue elegido para la construcción del asentamiento. Los trabajos de tanteo se completaron a finales de 1957, y el plan maestro fue aprobado en 1958.
En 1958 se formó un asentamiento cerca de la primera base naval, que se llamó pueblo Zaozerny. Zaozersk se mantuvo en secreto y tuvo varios nombres diferentes(Severomorsk-7, y desde principios de 1980, Murmansk-150). Se encuentra a 120 kilómetros de Murmansk. De clima severo, con temperaturas cambiantes y fuertes vientos, larga noche polar en el invierno (alrededor de 43 días) lo convierten en un lugar inhabitable. Una gran cantidad de ríos, arroyos y lagos, terrenos pedregosos y ciénagas hacen todavía más remota la zona. En el 2007 la población ascendía a 13.300 personas, y en el momento de esplendor de la base llegó a las 30 mil personas
La longitud total de las instalaciones en tierra es de alrededor de 20.600 m. Desde el inicio Zapadnaya Litsa fue sede de las nuevas generaciones de submarinos multifunción, estratégicos y tácticos. Ha sido la base de todos los submarinos experimentales - K-222 Proyecto 661, K-27 del Proyecto 645, K-278 "Komsomolets" Proyecto 685.

### Bahía Lopatka Pequeña (Губа Малая Лопатка)
La traducción de Губа bahía y de Лопатка espátula.
A finales de 1950, se equipa una base de primero en la pequeña Guba Lopatka. Allí se establece y se puso a prueba, bajo la dirección del académico Aleksandrov el primer submarino nuclear soviético K-3 "Komsomol Leninsky". En julio, (según algunas fuentes, en junio) de 1961, la 206.ª brigada independiente de submarinos se reorganizó en la primera flotilla de submarinos. Dentro de composición se crea la 3.ª división de submarinos - la primera división de submarinos nucleares de la Armada Soviética. Consistía en el submarino K-3 y los proyecto 627A "K-5", "K-8", "K-14", con base en el hombro pequeño (Малой Лопатке).
El 15 de julio de 1961 se formó la división de submarinos bases en Malasia Lopatka. Originalmente incluía submarinos del proyecto 658, "K-19", "K-33", "K-55", la base flotante "Dvina" y dos barcos auxiliares KSP-104 y KSP-71. Entre 1962 y 1963 la división se amplió con submarinos del proyecto 658: "K-16", "K-40", "K-145", "K-149" y "K-178". En 1963, el "K-178" se transfirió al Océano Pacífico. En diciembre de 1964, se decidió transferir la División 31.ª en el escuadrón 12 de los submarinos de la Flota del Norte a la base naval de Gadzhievo.
Cuando se terminó la construcción del emplazamiento de la base en el labio de la Espátula Grande en la primera mitad de los años 1960 los buques fueron trasladados allí. Y Guba Lopatka pequeña se usa para la reparación de los barcos. Dispone de una línea de amarre consistente en cinco muelles de atraque, y una factoría flotante de reparación.

### Bahía Lopatka Grande (Губа Большая Лопатка)
El segundo emplazamiento de la base se encuentra en la Espátula Grande, situada dos kilómetros más al interior del golfo de la Espátula Pequeña. Es el emplazamiento más gran de la base de submarinos nucleares.
Trasferida aquí desde la Espátula Pequeña la división armada con submarinos del proyecto 675. Más tarde la división se equipó con submarinos de los proyectos 949 y 949А.
En la Espátula Grande existe una línea de amarre formada por 8 muelles de atraque. Para el mantenimiento técnico de los submarinos nucleares aquí también se dispone de un dique flotante.

### Bahía de Nerpichye ( Губа Нерпичья)
La construcción de edificios en la Bahía de Nerpichye se completó en la segunda mitad de la década de 1960. En 1972, se trasladó aquí la 7 ª División de submarinos compuesta por buque del proyecto 675 desde Malasia Lopatka. A finales de 1973, estaba compuesta por 14 submarinos, cinco barcos auxiliares y un barco especializado en recuperar torpedos.
En 1977 comenzó la reconstrucción con el fin de crear una base para submarinos proyecto 941 "akula" (OTAN: Typhoon). Los trabajos duraron cuatro años. Una línea especial de amarre y muelles de atraque especiales para suministra a los buques todos los tipos de energía. Para entregar el SLBM más grande de la historia el R-39 iba a llegar hasta Nerpichye un ramal de ferrocarril. Sin embargo, por un número de razones no se completaron estos proyectos, el embarcadero no proporcionaba energía, y se utiliza como un amarre sencillo. Aproximadamente entre 1980 a 1981 se trasladó aquí la 18.ª división 18 de submarinos, formada por submarinos del Proyecto 941: TK-208, CT-202, CT-12, TC-13, TC-17 y TC-20.

### Bahía de Andreeva (Губа Андреева)
A cinco kilómetros de Zaozersk es la base técnica en la bahía de Andreeva. Este es uno de los emplazaminetos más grandes de la Flota del Norte para el almacenamiento del combustible nuclear gastado. La superficie total es de aproximadamente 2 hectáreas. Las instalaciones de la base incluyen un muelle para la descarga de combustible nuclear gastado, un muelle tecnológico, una grúa de 40 toneladas de capacidad, instalaciones para la descontaminación del personal, recintos para almacenar combustible gastado tanto líquido como sólido.